# Michalin (powiat nakielski)
Michalin – wieś w Polsce położona w województwie kujawsko-pomorskim, w powiecie nakielskim, w gminie Nakło nad Notecią.

## Podział administracyjny
W latach 1975–1998 miejscowość należała administracyjnie do województwa bydgoskiego.

## Demografia
Według Narodowego Spisu Powszechnego (III 2011 r.) liczyła 126 mieszkańców. Jest osiemnastą co do wielkości miejscowością gminy Nakło nad Notecią.